# Мишиев, Оразберды
Оразберды Мишиев (род. 1922, Хурмант-Геокча, Туркменская область) — советский учитель. Герой Социалистического Труда (1978).

## Биография
Оразберды Мишиев родился в 1922 году в ауле Хурмант-Геокча Полторацкого уезда Туркменской области Туркестанской АССР (сейчас Гёкдепинского этрапа Ахалского велаята Туркмении).
Окончил среднюю школу.
Работал учителем.
В 1943 году был призван в Красную Армию, участвовал в Великой Отечественной войне. В составе 156-й стрелковой дивизии освобождал Прибалтику. Был демобилизован в звании младшего сержанта.
После демобилизации вернулся домой и продолжил работать учителем. Окончил педагогический институт.
В середине 1960-х годов работал в ашхабадской школе № 14.
27 июня 1978 года Указом Президиума Верховного Совета СССР за большие заслуги в деле обучения и коммунистического воспитания учащихся удостоен звания Героя Социалистического Труда с вручением ордена Ленина и золотой медали «Серп и Молот».
Жил в Ашхабаде.
Награждён орденами Ленина (27 июня 1978), Отечественной войны 2-й степени (11 марта 1985), Трудового Красного Знамени, медалями.